# 南樊镇
南樊镇，是中华人民共和国山西省运城市绛县下辖的一个乡镇级行政单位。

## 行政区划
南樊镇下辖以下地区：
柴堡村、中堡村、西堡村、史村、尧都村、西三涧村、东赵村、吉峪村、范柴村、沸泉村、北柳村、南柳村、郑柴村、槐泉村、陈家坡村、王良坡村、迁桥村和兰峪村。